# Tom Clancy's H.A.W.X. 2
Tom Clancy's H. A. W. X. 2 («High Altitude Warfare eXperimental Squadron») — комп'ютерна гра в жанрі аркадного авіасимулятора, розроблена студією Ubisoft Bucharest, філією міжнародного видавця та розробника Ubisoft. Гра була анонсована в травні 2010 року для платформ Windows, PlayStation 3, Xbox 360 і Wii і повинна була вийти 3 вересня 2010 року. Однак вихід для Windows, PlayStation 3 і Wii був відкладений і в намічений термін вийшла тільки версія для Xbox 360. Для PlayStation 3 гра вийшла рівно через тиждень, 10 вересня.

## Розробка
«Tom Clancy's H. A. W. X. 2» була офіційно анонсована 5 травня 2010 року. Творчий директор Ubisoft Богдан Бридинел (англ. Bogdan Bridinel) так прокоментував анонс гри: «Tom clancy's H. A. W. X. став досить успішним франчайзом для Ubisoft, бо продажу оригінальної гри вже перевищили 1 млн копій». Разом з анонсом була оголошена розробка гри, цільові платформи і попередню дату виходу — осінь 2010 року.
22 липня 2010 року були розкриті нові подробиці про гру: про сюжет, локації, геймплей та нововведення. Також була повідомлена точна дата виходу — 3 вересня 2010 року.
31 липня 2010 року Ubisoft офіційно повідомила про те, що демонстраційна версія «Tom clancy's H. A. W. X. 2» з'явиться в Xbox Live Marketplace і PlayStation Network в середині серпня.
16 серпня демонстраційна версія з'явилася в Xbox Live Marketplace, а 17 серпня — в PlayStation Network. У демо-версії присутні дві місії з одиночної кампанії.
20 серпня 2010 року компанія Ubisoft опублікувала невеликий прес-реліз, в якому вона повідомила про зміни в графіку виходу різних версій «Tom clancy's H. A. W. X. 2». Було повідомлено, що 3 вересня у продаж надійшов лише Xbox 360-версія гри, а 10 вересня — версія для PlayStation 3. Версія для ПК була відкладена на 1 жовтня, а версія для Wii — на 4 квартал 2010 року.

## Сюжет

### PC, PlayStation 3, Xbox 360
Після подій першої частини ескадрилья «H.A.W.X.» вирушає на Середній Схід, де було зафіксовано високий рівень насильства та появу різних лідерів повстанців у різних «гарячих точках». Команда також розслідує таємниче зникнення російської ядерної зброї.
Гра починається з полковником Креншоу — головним героєм першої частини. Він вирушає патрулювати територію біля авіабази «Принц Фейшал», виявляє бунтівників та знищує їх. Але при поверненні на базу бунтівники обстрілюють її, збивають Креншоу та беруть його в полон. ВПС США за допомогою БЛА знаходять його і проводять рятувальну операцію: для визволення Креншоу з полону вирушає загін «Примари» на конвертоплані MV-22 Osprey під прикриттям AC-130U, який пілотує майор Ребекка Волтерс. За рятувальною операцією спостерігає з літака полковник Сіммс. У Великій Британії, у зв'язку з подіями на Близькому Сході, проходять спільні навчання ВПС та ВМФ. Але в зону навчань влітає викрадений літак, що вибухає від закладеної на ньому бомби. У Росії, тим часом, сепаратисти викрадають велику кількість літаків, і група перехоплення під командуванням полковника Денисова повинна повернути їх. За наказом уряду, російські війська Кавказі відступають, і група Денисова прикриває їх.
Тим часом, у Креншоу виявляється зламана рука, і він приймає на себе командування ескадрильєю. H.A.W.X. відбивають нафтовий завод, захоплений терористами. Після цього їм на допомогу з Росії приїжджає агент Грачов, разом з яким майор Алекс Хантер та Креншоу відстежують постачальників зброї в Африці та знищують їх. Після цього ескадрилья розпочинає операцію «Фортеця», під час якої ліквідовано Мансура Хафіза — лідера повстанського руху.
Після операції на Близькому Сході Грачов повертається до Росії для пошуку вкраденої ядерної зброї. Гравець у складі спеціально сформованої групи «Мєдвєдь» повинен прикрити захоплення аеродрому десантом, а потім — забезпечити захоплення групою, під командуванням Грачова, поїзда з боєголовками та забезпечити прибуття поїзда на базу. Боєголовки відвозять до Владикавказу та занурюють на транспортні літаки. Група «Мєдвєдь» майже встигає евакуювати боєголовки з території ворога, але ППО збиває літаки з ЗМП над Невською греблею. Капітану Дмитру Соколову наказують підірвати греблю, щоби боєголовки затопило водою, і вони не дісталися ворогові. Але попри це, сепаратисти підривають ядерний заряд у Ромашкіному, внаслідок чого страждає енергетика Росії та ультранаціоналіст Олександр Тропарєв скидає чинного президента Антона Кардашова (в оригіналі— Карказєва) та захоплює владу в країні. Генерал Моргунов наказує знищити лідерів сепаратистів за допомогою БПЛА, але під час операції із Соколовим зв'язується Грачов, він і розповідає правду про те, що Моргунов та Тропарєв діяли разом. Соколов записує розмову сепаратистів із Моргуновим і втікає разом із Грачовим із Росії. Грачов розповідає про те, що бунтівники збираються підірвати Кейптаун. H.A.W.X. успішно проводить операцію зі знешкодження третьої ядерної боєголовки. Через два місяці після воєнного перевороту Росія нападає на Норвегію з метою захопити нафтові родовища у Північному морі. ВМФ Великобританії відбиває напад російського флоту і відволікає військові сили Росії північ. Тому, поки більшість російських військ перебуває за кордоном, Пентагон вирішує розпочати атаку на Москву з метою звільнення Кардашова. Операція проходить успішно, і президент наказує російським частинам у Норвегії відступити. Але генерал Моргунов втікає на базу ядерних ракет на Камчатці та збирається знищити великі міста світу. H.A.W.X. зупиняють його, під час бою від вогню активованих Моргуновим орбітальних лазерних платформ гинуть Сіммс та Уолтерс, полковник Денисов збитий у бою, виживають лише Хантер та Соколов. Хантер пролітає через ангар та знищує бункер Моргунова. Перед цим, на початку операції, Моргунов каже, що він і Тропарєв діяли не самі, що «на Землі є могутніші сили, ніж держави». На цьому гра закінчується.

### Wii
У центрі сюжету — пригоди юного пілота-найманця Коула «Ерроу» Боумена (Cole «Arrow» Bowman), який вирішує порвати з приватною військовою корпорацією під назвою DDI. «Ерроу» не схвалює аморальні методи, що використовуються DDI, і переходить на бік їх заклятих ворогів — команди H.A.W.X. Надалі з'ясовується, що лідер корпорації — Френк «Рейнмейкер» Острегер (Frank «Rainmaker» Ostreger) — будує плани захоплення світового панування за допомогою бойових дронів зі штучним інтелектом. Команді H.A.W.X. і асу-одиночці, Майору Зейлу (Major Zeal), вдається зірвати ці плани. Місії у Wii-версії гри різноманітні, і включають не тільки управління різними бойовими літаками, але ще й деякі завдання, що стосуються теми польотів як загальної: управління одягненим в скафандр космонавтом у відкритому космосі; висотний стрибок у вінгс'юті через щільні прошарки атмосфери і навіть дресирування ручного сокола, що належить одному з персонажів.

## Персонажі

### Протагоністи
- Девід Креншоу — полковник, головний герой першої частини, прийняв на себе командування ескадрильєю після загибелі полковника Евері.
- Алекс Хантер — майор, головний герой, член ескадрильї H.A.W.X.
- Дмитро Соколов — капітан, головний герой, пілот ВПС Росії, пізніше приєднався до H.A.W.X.
- Степан «Волкодав» Грачов — спецагент ФСБ Росії, головний герой. Зміг розкрити змову генерала Моргунова та Тропарєва.
- Колін Манро — лейтенант, головний герой, палубний пілот ВМФ та ВПС Великобританії.

### Антагоністи
- Олександр Тропарев — лідер ультранаціоналістів. Захопив владу у Росії.
- Василь Моргунов (†) — генерал армії, командувач північно-кавказьким військовим округом. Допомагав Тропарєву та сепаратистам.
- Мансур Хафіз — лідер повстанського руху на Близькому Сході.

### Другорядні
- Сіммс (†) — полковник, один з пілотів H.A.W.X., що вижили після атаки на базу «Принц Фейсал». Загинув у фіналі від променя російської орбітальної лазерної платформи, який знищив літак.
- Ребека Уолтерс (†) — майор, один з пілотів H.A.W.X., що вижили після атаки на базу «Принц Фейсал». Загинула у фінальній місії, коли літак був зачеплений променем російської орбітальної лазерної платформи, втратив управління та розбився про ворота командного бункера Моргунова.
- Денисов (†) — полковник, командир ескадрильї ВПС Росії, надалі — авіаційної спецгрупи «Мєдвєдь». Знищений разом із літаком у фінальній місії.
- Антон Кардашов — президент Росії. Спочатку був скинутий Тропарєвим і сепаратистами, потім після операції у Москві повернувся до влади.
- Денніс Гейтс — командир ВМФ та ВПС Великобританії.
- Торп — лідер групи палубних пілотів.
- Ахмед Аль-Фаріді (†) — торговець зброєю, знищений Грачовим.

### Протагоністи
- Коул «Ерроу» Боумен  — лейтенант, пілот-найманець, який служив у DDI, потім — у H.A.W.X.
- Олександр «Даггер» Боумен  — полковник, один із командирів ескадрильї, батько Коула.
- Кьортіс «Зейл» Боумен(У минулому — «Скорч»(«Scorch»)) — майор, пілот-найманець. Є «асом-одинаком». Брат Коула, син Олександра. Приєднується до «Ерроу», щоб покінчити з «Рейнмейкером» та його планами.
- Келса «Соннет» Таунсенд  — капітан, пілот БЛА. Є подвійним агентом. Була двічі спіймана солдатами DDI.
- Менні Гутьєррес — штаб-сержант, пілот Мі-24, AH-64. В минулому, був інструктором Олександра Боумена.

### Антагоністи
- Френк «Рейнмейкер» Острегер  (†) — підполковник, лідер DDI. Був веденим О.Боумена. Убитий штучним вогненним смерчем у фіналі.
- Ксаб'єр «Твістер» Морота  (†) — капітан, пілот Су-34, служив разом з «Ерроу» в DDI і був його веденим. Вбитий «Зейлом» в епілозі.
- Таку «Рінго» Сакаї  (†) — лейтенант, пілот МіГ-29. Потай служив у DDI, і, за планом, «переманив» «Ерроу» в H.A.W.X. Потім — зрадив H.A.W.X і вступив у повітряний бій із «Ерроу», в якому переміг.

## Повітряна техніка
- EA-6B Prowler
- EF-111A Raven
- EF-2000
- F-86 Sabre
- F-117 Nighthawk
- F-14A Tomcat
- F-15
- F-16C
- F-2
- F-35
- F/A-18E Super Hornet
- F-22 Raptor
- Harrier GR9
- МіГ 1.44
- МіГ-15
- МіГ-23
- МіГ-25
- МіГ-29
- МіГ-31
- Dassault Mirage 2000
- Dassault Mirage IV
- Dassault Mirage F1
- Rafale-M
- Saab JAS 39 Gripen
- Су-25
- Су-27
- Су-30
- Су-34
- Су-35
- Су-37
- Су-47
- Су-57